# Ólafur Karl Finsen
Ólafur Karl Finsen (30 marzo 1992) è un calciatore islandese, attaccante del Fylkir.

## Carriera

### Club

#### Gli inizi
Dopo aver giocato nelle giovanili degli olandesi dell'AZ Alkmaar, Finsen ha fatto ritorno in Islanda per giocare nella prima squadra dello Stjarnan. Ha esordito nell'Úrvalsdeild in data 20 maggio 2010, subentrando a Bjarki Páll Eysteinsson nel pareggio casalingo per 2-2 contro il KR Reykjavík: nello stesso incontro, è arrivata la prima rete nella massima divisione locale. È rimasto in squadra per un biennio, totalizzando 19 presenze e 4 reti in campionato.

#### Selfoss
In vista del campionato 2012, Finsen è passato in prestito al Selfoss, compagine militante nell'Úrvalsdeild. Ha debuttato con questa maglia il 6 maggio, schierato titolare nella vittoria per 2-1 sull'ÍBV Vestmannæyja, gara in cui ha siglato una rete su calcio di rigore. In questa stagione ha totalizzato 20 presenze in campionato, con 3 marcature all'attivo. Il Selfoss è retrocesso, classificandosi al penultimo posto in graduatoria.

#### Nuovamente allo Stjarnan
Nel 2013 ha fatto ritorno allo Stjarnan. Il 3 luglio 2014 ha disputato la prima gara nelle competizioni europee per club, siglando anche una doppietta nella vittoria per 4-0 sul Bangor City. Ha contribuito alla vittoria finale del campionato 2014 e della Supercoppa d'Islanda 2015.

#### Sandnes Ulf
Il 18 agosto 2015, i norvegesi del Sandnes Ulf hanno annunciato d'aver ingaggiato Finsen con la formula del prestito fino al termine della stagione in corso. Ha esordito nella 1. divisjon in data 24 agosto, subentrando a Marius Helle nella sconfitta casalinga per 0-2 contro l'Hødd.

### Nazionale
Finsen ha rappresentato l'Islanda a livello Under-17, Under-19 e Under-21. Per quanto riguarda l'Under-21, ha debuttato il 5 giugno 2014, schierato titolare nella sconfitta per 0-2 contro la Svezia. Ha segnato la prima rete il 3 settembre dello stesso anno, nel successo per 4-0 sull'Armenia.
Il 16 gennaio 2015 ha esordito per la Nazionale maggiore, subentrando a Jón Daði Böðvarsson nella vittoria per 1-2 in amichevole contro il Canada.

## Statistiche

### Presenze e reti nei club
Statistiche aggiornate al 1º gennaio 2016.
| Stagione        | Club            | Campionato      | Campionato | Campionato | Coppe nazionali | Coppe nazionali | Coppe nazionali | Coppe continentali | Coppe continentali | Coppe continentali | Supercoppe | Supercoppe | Supercoppe | Totale | Totale |
| Stagione        | Club            | Comp            | Pres       | Reti       | Comp            | Pres            | Reti            | Comp               | Pres               | Reti               | Comp       | Pres       | Reti       | Pres   | Reti   |
| --------------- | --------------- | --------------- | ---------- | ---------- | --------------- | --------------- | --------------- | ------------------ | ------------------ | ------------------ | ---------- | ---------- | ---------- | ------ | ------ |
| 2010            | Stjarnan        | UD              | 14         | 4          | CI+CdL          | 2+?             | 1+?             | -                  | -                  | -                  | -          | -          | -          | 16+    | 5+     |
| 2011            | Stjarnan        | UD              | 5          | 0          | CI+CdL          | ?               | ?               | -                  | -                  | -                  | -          | -          | -          | 5+     | 0+     |
| 2012            | Selfoss         | UD              | 20         | 3          | CI+CdL          | 2+?             | 1+0             | -                  | -                  | -                  | -          | -          | -          | 22+    | 4+     |
| 2013            | Stjarnan        | UD              | 18         | 3          | CI+CdL          | 4+8             | 3+0             | -                  | -                  | -                  | -          | -          | -          | 30     | 6      |
| 2014            | Stjarnan        | UD              | 21         | 11         | CI+CdL          | 7+1             | 0               | UEL                | 8                  | 5                  | -          | -          | -          | 37     | 16     |
| gen.-ago. 2015  | Stjarnan        | UD              | 16         | 3          | CI+CdL          | 2+0             | 0               | UCL                | 2                  | 1                  | SI         | 1          | 0          | 21     | 4      |
| Totale Stjarnan | Totale Stjarnan | Totale Stjarnan | 74         | 21         |                 | 24+             | 5+              |                    | 10                 | 6                  |            | 1          | 0          | 109+   | 32+    |
| ago.-dic. 2015  | Sandnes Ulf     | 1D              | 5          | 0          | CN              | -               | -               | -                  | -                  | -                  | -          | -          | -          | 5      | 0      |
| Totale          | Totale          | Totale          | 99         | 24         |                 | 26+             | 6+              |                    | 10                 | 6                  |            | 1          | 0          | 136+   | 36+    |

### Cronologia presenze e reti in Nazionale
| Cronologia completa delle presenze e delle reti in nazionale ― Islanda | Cronologia completa delle presenze e delle reti in nazionale ― Islanda | Cronologia completa delle presenze e delle reti in nazionale ― Islanda | Cronologia completa delle presenze e delle reti in nazionale ― Islanda | Cronologia completa delle presenze e delle reti in nazionale ― Islanda | Cronologia completa delle presenze e delle reti in nazionale ― Islanda | Cronologia completa delle presenze e delle reti in nazionale ― Islanda | Cronologia completa delle presenze e delle reti in nazionale ― Islanda |
| Data                                                                   | Città                                                                  | In casa                                                                | Risultato                                                              | Ospiti                                                                 | Competizione                                                           | Reti                                                                   | Note                                                                   |
| ---------------------------------------------------------------------- | ---------------------------------------------------------------------- | ---------------------------------------------------------------------- | ---------------------------------------------------------------------- | ---------------------------------------------------------------------- | ---------------------------------------------------------------------- | ---------------------------------------------------------------------- | ---------------------------------------------------------------------- |
| 16/01/2015                                                             | Orlando                                                                | Canada                                                                 | 1 – 2                                                                  | Islanda                                                                | Amichevole                                                             | -                                                                      |                                                                        |
| 19/01/2015                                                             | Orlando                                                                | Canada                                                                 | 1 – 1                                                                  | Islanda                                                                | Amichevole                                                             | -                                                                      |                                                                        |
| Totale                                                                 |                                                                        | Presenze                                                               | 2                                                                      |                                                                        | Reti                                                                   | 0                                                                      |                                                                        |

## Palmarès

### Club

#### Competizioni nazionali
- Campionato islandese: 1

Stjarnan: 2014
- Supercoppa d'Islanda: 1

Stjarnan: 2015